# 7:84
7:84 est une troupe de théâtre agitprop de gauche écossaise fondée en 1971 et dissoute en 2008.
Le nom de la troupe vient d'une statistique sur la répartition de la richesse au Royaume-Uni, publiée dans The Economist en 1966, selon laquelle 7 % de la population du Royaume-Uni possédait 84 % de la richesse du pays.

## Histoire
Le groupe, fondé en 1971 par le dramaturge John McGrath, sa femme Elizabeth MacLennan et son frère David MacLennan, opérait dans toute la Grande-Bretagne. En 1973, il se divise en 7:84 (Angleterre) et 7:84 (Écosse).
Le groupe anglais fait faillite en 1984, ayant perdu sa subvention du Conseil des arts de Grande-Bretagne. Jo Beddoe rejoint le groupe écossais en tant que producteur en 1988 jusqu'en 1992. La troupe perd son financement du Scottish Arts Council en 2006, bien que le directeur artistique Lorenzo Mele ait réussi à obtenir un financement pour une année supplémentaire à partir d'avril 2007.
Il commande ensuite une série de quatre pièces, Wound de Nicola McCartney, Eclipse de Haresh Sharma, A Time To Go de Selma Dimitrijevic et Doch-An-Doris (A Parting Drink) de Linda McLean. Ensemble, ces courtes pièces forment Re:Union, une production qui fait une tournée en Écosse au début de 2007. Cette série est suivie en septembre 2007 par The Algebra of Freedom de Raman Mundair, qui fait également de nombreuses tournées dans toute l'Écosse. Cette production est mise en scène par le directeur associé de 7:84, Jo Ronan, et conçue par David Sneddon.
Le 31 décembre 2008, la compagnie écossaise cesse ses activités, invoquant « l'évolution des structures de financement du théâtre écossais ».

## Personnalités notables
- Peter Mcbrearty (guitariste)
- Jo Beddoe
- Henry Ian Cusick
- Dick Gaughan
- Bill Paterson
- David Hayman
- Douglas Henshall
- Valerie Lilley
- Dolina MacLennan
- Steve McNicholas
- Cathy-Ann McPhee
- Hilton McRae
- Alexander Morton
- Peter Mullan
- Alex Norton
- David Paisley
- Laurance Rudic
- David Tennant
- The Flying Pickets
- Allan Stuart Ross (violon)

## Commentaires
- Bill Findlay, (1982), critique de Clydebuilt: A season of Scottish Popular Drama from the '20s, '30s and '40s, in: Hearn, Sheila G. (ed. ), Cencrastus n° 10, automne 1982, p. 39,  (ISSN 0264-0856)